# Kappa Phoenicis
Kappa Phoenicis (κ Phe / HD 2262 / HR 100) es una estrella en la constelación de Fénix.
Tiene magnitud aparente +3,90 y se encuentra a 77 años luz del sistema solar.
Kappa Phoenicis es una estrella blanca, indistintamente catalogada como subgigante de tipo espectral A5 IV o como estrella de la secuencia principal de tipo A7 V.
 
Tiene una temperatura efectiva de 9506 K y una luminosidad 12 veces superior a la del Sol.
Posee una metalicidad algo inferior a la solar ([Fe/H] = -0,07).
Al igual que otras estrellas calientes, Kappa Phoenicis rota deprisa; su velocidad de rotación es de al menos 225 km/s.
Su masa es 2,9 veces mayor que la masa solar y su edad se estima en 690 millones de años.
Tiene un diámetro un 70% más grande que el del Sol.
Al igual que estrellas como Fomalhaut (α Piscis Austrini) y Denébola (β Leonis), Kappa Phoenicis presenta un exceso en el infrarrojo, tanto a 24 como a 70 μm, atribuible a la presencia de un cinturón de planetesimales.
Modelos teóricos sitúan este cinturón a 28 UA de la estrella, una separación excepcionalmente baja para una estrella de su edad, lo que ha sido atribuido a la acción del efecto Poynting-Robertson (P-R).